# Henri C. van Praag
Henri Charles van Praag, bekend als Henri C. van Praag (Amsterdam, 18 juli 1894 – aldaar, 10 december 1968) was een Nederlands cellist en componist.
Hij was zoon van muziekonderwijzer Hartog van Praag en Rachel Sequeira. Oudere zuster Betsy van Praag was pianiste Oudere broer Siegfried van Praag (1888-1958) was vertaler en letterkundige.
Hijzelf was getrouwd met Jansje Kunst, ze kregen dochter Jonette Constance.
Hij kreeg zijn muziekopleiding aan het Conservatorium van Amsterdam. Zo kreeg hij les van Isaäc Mossel op cello, Paul Loewer op piano en Sem Dresden in harmonieleer en contrapunt. Aanvullende studies vonden plaats op dwarsfluit en klarinet; dit vond hij nodig om zich te kunnen verdiepen in de mogelijkheden van houten blaasinstrumenten in de toepassing van zijn werken. Als componist werd hij door Wouter Paap in de Algemene Muziek Encyclopedie omschreven als “grotendeels autodidact”.
Vervolgens speelde hij mee in een aantal orkesten, niet alleen binnen de klassieke muziek (symfonie-, opera- en operette-orkesten), maar ook binnen de jazz- en het variété. Daarbij speelde hij soms saxofoon.
Hij gaf celloles aan de Muziekschool van Daniël Belinfante en de Amsterdamse Volksmuziekschool. Bovenstaande functies combineerde hij met het beroep van muziekcriticus in Het Parool.

## Werklijst
Hij schreef een aantal werken, waaronder werken ter scholing. De Algemene Muziek Encyclopedie noemt de volgende:
- 1946: Drie schetsen voor vier houtblazers
- 1957: Adelgund en Veenerick, kameropera op tekst van Mies Bouhuys
- 1957: Heaton concerto (voor strijkorkest)
- 1960: Drie schetsen voor zeven houtblazers
- 1960: Schoolmuziek voor twee blokfluitgroepen, drie vioolgroepen, cello, piano en slagwerk
- 1961: Fantasia sinfonica voor piano vierhandig en schoolorkest
- 1962: Duettino voor twee harpen
- 1962: Sonate voor klarinet en piano
- 1963: Fantasia a tre (fluit, hobo, fagot)
- 1963: Sonate voor vijf fluiten
- 1964: Impromptu voor harp en fluit
- 1965: Music for wind instruments
- 1965: Rhapsodical Music (voor twee violen)
- 1966: Mei-molentje, een cantate voor driestemmig meisjeskoor en schoolorkest (of piano)
- 1966: Drie studies in sonatevorm voor cello solo
- 1968: Four short pieces (laatste werk voor drie klarinetten, in 1972 uitgevoerd door het Nederlands Klarinetten Kwartet)
- Schoolklap (schoolopera op tekst van Mies Bouhuys)

Aparte vermelding verdient Dixtuor, een werk voor vijf blaasinstrumenten (blaaskwintet) en vijf strijkinstrumenten (strijkkwintet). Het werd op 28 februari 1950 uitgevoerd door het Amsterdams Kamermuziek Gezelschap, plaats van handeling is het Concertgebouw (grote zaal) . Hij schreef ook wel muziek onder het pseudoniem Han Risée.

### Kinderliedjes
Ander werk bevindt zich in een heel andere hoek. IJs met slagroom (met bel en ijscoman) uit de jaren dertig is rond 1934 op 78 toerenplaat vastgelegd door het AVRO Kinderkoor onder leiding van Jacob Hamel (single Parlophon B17866). Het lied werd in 1968 gebruikt in de reclamecampagne Joris Driepinter van Nederlands Zuivelbureau (uitgave op flexidisc, of dat dezelfde opname is, is niet bekend). Acht kinderliedjes met muziek van Van Praag en teksten van Bep Otten werden gebundeld in Gelukkig niet te laat!, voorzien van illustraties van Johan Dijkstra. Zijn ervaringen als muziekrecensent bundelde hij in Dat hoor je dan, in 1961 uitgegeven in de serie Ooievaar Pockets, voorzien van een omslag van Hermanus Berserik.